# Trophée Dave Gallaher
Pour les articles homonymes, voir Dave Gallaher et Gallaher.
Le  Trophée Dave Gallaher est un trophée de rugby à XV qui à l'origine était remis au vainqueur du premier match de l'année entre l'équipe de France et l'équipe de Nouvelle-Zélande. Ce trophée créé en 2000 porte le nom de Dave Gallaher, un joueur emblématique et ancien capitaine néo-zélandais mort en Belgique pendant la Première Guerre mondiale.

## Historique

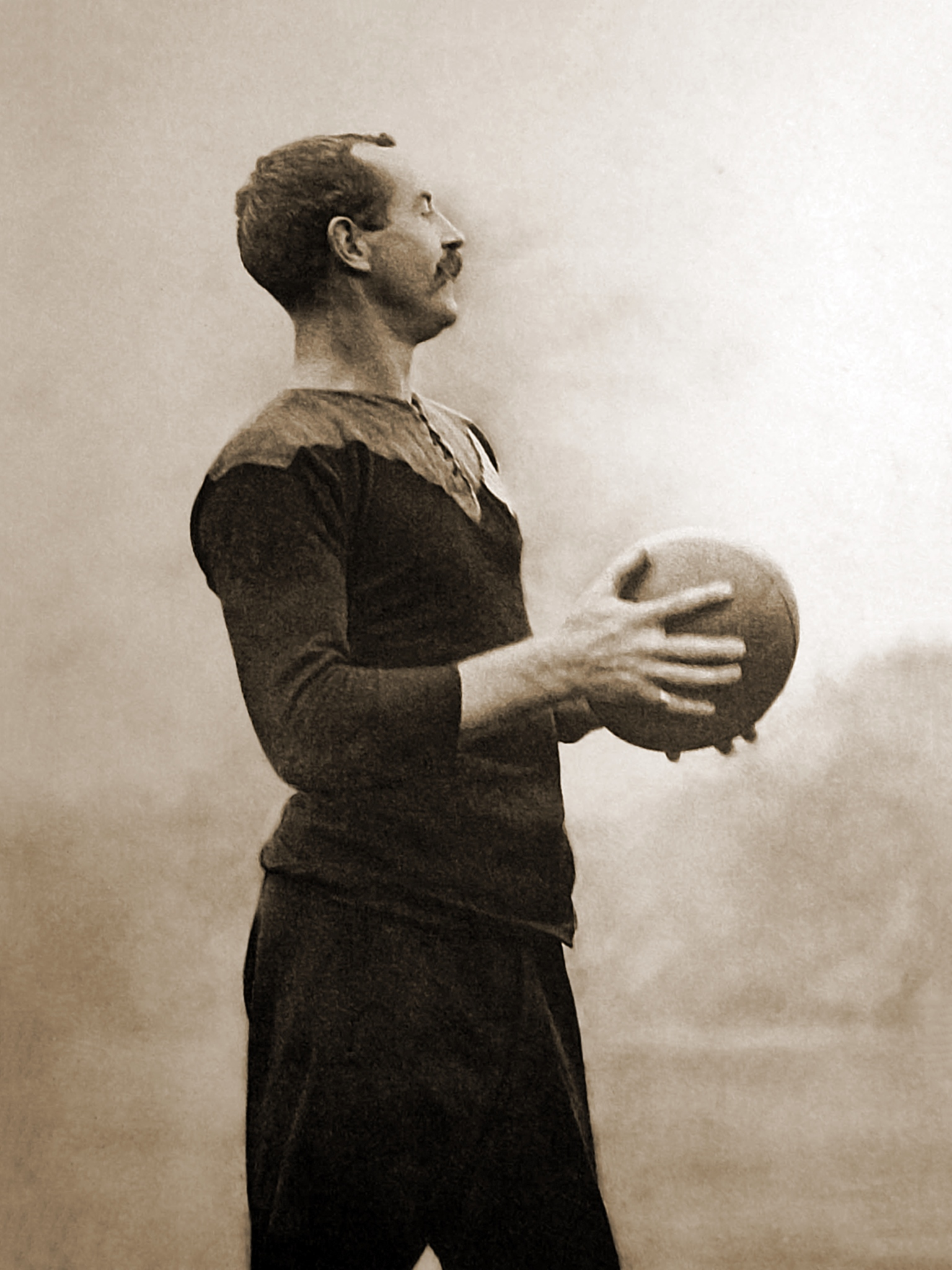
Dave Gallaher en 1905.

Le premier match entre les équipes de France et de Nouvelle-Zélande a eu lieu le 1er janvier 1906. Les Français rencontrent les fameux Originals qui viennent de faire une tournée en Grande-Bretagne. Depuis, les deux équipes se sont rencontrées 50 fois. En 2000, il est décidé de créer un nouveau trophée pour récompenser le vainqueur des confrontations entre les deux équipes. Initialement, le trophée est décerné au vainqueur du premier test match de l'année entre les deux formations. Les All-Blacks remportent consécutivement les sept premiers trophées. En 2002, la confrontation entre les deux équipes au Stade de France se solde par un match nul 20 points partout mais le trophée reste néo-zélandais car ils en sont les détenteurs.
Pour la première fois, en 2009, le trophée est remis en considérant le résultat des deux test matchs de la tournée d'été. La France remporte la première rencontre à Dunedin 27-22 et la Nouvelle-Zélande la seconde à Wellington sur le score de 14-10. Pour la première fois, le trophée Gallaher est alors remis aux Français qui possèdent la meilleure différence de points sur les deux rencontres.
En 2017 le trophée est gagné par les Kiwis dès le deuxième match, lors de la série de trois tests en Nouvelle-Zélande.
Le samedi 20 novembre 2021 à Saint-Denis, la France prend sa revanche en battant les All-Blacks 40 à 25 au Stade de France. Du même coup elle est assurée de garder le trophée plus longtemps que la fois précédente (6 mois).

## Règles du Challenge
Le Trophée Dave Gallaher est remis[Par qui ?] suivant le principe du challenge, le détenteur doit défendre le trophée contre son challenger et si ce dernier remporte le match il devient le nouveau détenteur du trophée. Le détenteur conserve le trophée en cas de match nul[Depuis quand ?]. Les matchs de coupe du monde de rugby ne peuvent pas être des matchs de challenge. Lorsqu'une série de test matchs est organisée, un seul match est généralement retenu comme match de challenge, par accord mutuel ; néanmoins, en 2009, les deux test matchs de la tournée d'été sont comptabilisés pour le gain du trophée.

## Confrontations comptant pour le trophée Dave Gallaher
| No | Date             | Lieu                                           | Match                     | Score   | Compétition |
| -- | ---------------- | ---------------------------------------------- | ------------------------- | ------- | ----------- |
| 1  | 11 novembre 2000 | Stade de France, Saint-Denis France            | France – Nouvelle-Zélande | 26 – 39 | Test        |
| 2  | 30 juin 2001     | Westpac Stadium, Wellington Nouvelle-Zélande   | Nouvelle-Zélande – France | 37 – 12 | Test        |
| 3  | 16 novembre 2002 | Stade de France, Saint-Denis France            | France – Nouvelle-Zélande | 20 – 20 | Test        |
| 4  | 28 juin 2003     | Jade Stadium, Christchurch Nouvelle-Zélande    | Nouvelle-Zélande – France | 31 – 23 | Test        |
| 5  | 27 novembre 2004 | Stade de France, Saint-Denis France            | France – Nouvelle-Zélande | 6 – 45  | Test        |
| 6  | 11 novembre 2006 | Stade de Gerland, Lyon France                  | France – Nouvelle-Zélande | 3 – 47  | Test        |
| 7  | 2 juin 2007      | Eden Park, Auckland Nouvelle-Zélande           | Nouvelle-Zélande – France | 42 – 11 | Test        |
| 8  | 13 juin 2009     | Carisbrook, Dunedin Nouvelle-Zélande           | Nouvelle-Zélande – France | 22 – 27 | Test        |
| 9  | 20 juin 2009     | Westpac Stadium, Wellington Nouvelle-Zélande   | Nouvelle-Zélande – France | 14 – 10 | Test        |
| 10 | 28 novembre 2009 | Stade Vélodrome, Marseille France              | France – Nouvelle-Zélande | 12 – 39 | Test        |
| 11 | 8 juin 2013      | Eden Park, Auckland Nouvelle-Zélande           | Nouvelle-Zélande – France | 23 – 13 | Test        |
| 12 | 15 juin 2013     | AMI Stadium, Christchurch Nouvelle-Zélande     | Nouvelle-Zélande – France | 30 – 0  | Test        |
| 13 | 22 juin 2013     | Yarrow Stadium, New Plymouth Nouvelle-Zélande  | Nouvelle-Zélande – France | 24 – 9  | Test        |
| 14 | 9 novembre 2013  | Stade de France, Saint-Denis France            | France – Nouvelle-Zélande | 19 – 26 | Test        |
| 15 | 26 novembre 2016 | Stade de France, Saint-Denis France            | France – Nouvelle-Zélande | 19 – 24 | Test        |
| 16 | 11 novembre 2017 | Stade de France, Saint-Denis France            | France – Nouvelle-Zélande | 18 – 38 | Test        |
| 17 | 9 juin 2018      | Eden Park, Auckland Nouvelle-Zélande           | Nouvelle-Zélande – France | 52 – 11 | Test        |
| 18 | 16 juin 2018     | Westpac Stadium, Wellington Nouvelle-Zélande   | Nouvelle-Zélande – France | 26 – 13 | Test        |
| 19 | 23 juin 2018     | Forsyth Barr Stadium, Dunedin Nouvelle-Zélande | Nouvelle-Zélande – France | 49 – 14 | Test        |
| 20 | 20 novembre 2021 | Stade de France, Saint-Denis France            | France – Nouvelle-Zélande | 40 – 25 | Test        |
| 21 | 16 novembre 2024 | Stade de France, Saint-Denis France            | France – Nouvelle-Zélande | 30 – 29 | Test        |

## Bilan
|                    | France | Nouvelle-Zélande |
| ------------------ | ------ | ---------------- |
| Trophées remportés | 3      | 17               |
| Victoires          | 3      | 17               |
| Nuls               | 1      | 1                |
| Points             | 336    | 682              |
| Essais             | 18     | 51               |
| Pénalités          | 19     | 56               |